# Morphnarchus
Morphnarchus is een monotypisch geslacht van vogels uit de familie van de havikachtigen (Accipitridae). De wetenschappelijke naam van het geslacht is voor het eerst geldig gepubliceerd in 1920 door Ridgway.

## Soorten
De volgende soort is bij het geslacht ingedeeld:
- Morphnarchus princeps – Sclaters buizerd